# Trentepohlia ephippiata
Trentepohlia ephippiata är en tvåvingeart som beskrevs av Alexander 1936. Trentepohlia ephippiata ingår i släktet Trentepohlia och familjen småharkrankar. Inga underarter finns listade i Catalogue of Life.